# نوط الامتياز (مصر)
نوط الامتياز هو نوط تكريمى من أرفع الأنواط التي تهديها الدولة المصرية لمن يساهم بعمل مميز في المجالات المختلفة بالمجتمع المصري مثل العلوم و الآداب و الرياضة والعمل الخيري النوط نوع من الدرجة الأولى، وآخر نوع من الدرجة التانية حسب الدور المميز الذي أداه الشخص أو الجماعة، أحدث الحاصلين هم عدد من المعلمين في الاحتفال بعيد العلم و د. شريف عبد العظيم حيث حصل على نوط الامتياز من الدرجة الأولى، ضمن فعاليات معرض ومؤتمر «تكامل» للجمعيات والمؤسسات الأهلية بمشاركة 1000 جمعية ومؤسسة

## الأوسمة المصرية
- قلادة النيل العظمى
- قلادة الجمهورية
- وشاح النيل
- وسام الجمهورية من الطبقة الأولى
- وسام الجمهورية من الطبقة التانيه
- وسام الاستحقاق
- وسام الرياضة

## أوسمة عسكرية مصرية
- ميدالية نجمة سيناء
- وسام نجمة الشرف
- ميدالية النجمة العسكرية
- شعار الجمهورية العسكري
- الشعار العسكري للشجاعة
- شعار الواجب العسكري